# Giuseppe Antonio Silvani
Giuseppe Antonio Silvani (Bolonya, 21 de gener de 1672 - 1728) fou un compositor religiós del Barroc.
Les seves obres publicades comprenen lletanies, himnes, responsoris, cantates, misses, motets, lamentacions i un Stabat Mater, amb acompanyament ad libitum de corda i orgue, el qual es considera com la seva producció més notable.